# Rogier Warnawa
Rogier Warnawa (Eindhoven, Noord-Brabant, Holanda, 22 de octubre de 1990) es un modelo y rey de belleza universal. Es un DJ reconocido en su país, es el ganador del certamen internacional Mister Universo 2015.
Inició su carrera de modelo desde muy joven, en el año 2015 se inscribió para participar en el certamen nacional, Men Universe Netherlands (Mister Holanda), logrando el triunfo en la noche final, ganando el derecho a representar a Holanda en Mister Universo 2015 (Men Universe) celebrado en República Dominicana.

## Mister Universo 2015
Rogier Warnawa compitió con 34 delegados de diferentes partes del mundo por la banda y título de Mister Universo correspondiente al año 2015, llegó a tierras dominicanas desde el 10 de junio en donde comenzó a ser partícipe de una serie de actividades junto a los demás delegados, posicionándose desde un principio como favorito, lució diseños exclusivos en el famoso desfile Mercedes Benz Fashion Week República Dominicana y posó en diferentes sesiones fotográficas para diferentes fotógrafos internacionales.
El 20 de junio de 2015, Rogier Warnawa fue el acreedor de la banda y título en la octava edición de Mister Universo 2015, celebrado en el hotel IFA Villa Bávaro Resort & Spa, ubicado en Punta Cana, República Dominicana.
Después de meses de su coronación, el modelo holandés dio a conocer su faceta como DJ, por lo que fue invitado a diferentes sitios de entretenimiento como DJ Profesional, también posó en la alfombra roja en la premier en su país de la famosa cinta Mágic Mike XXL, engalano la portada de la revista Men Magazine de República Dominicana, recibió contratos como modelo y actor comercial para diferentes marcas de publicidad en Europa.